# Psenulus schencki
Psenulus schencki är en stekelart som först beskrevs av Tournier 1889.  Psenulus schencki ingår i släktet Psenulus, och familjen Crabronidae. Arten är reproducerande i Sverige.